# Elatostema welwitschii
Elatostema welwitschii är en nässelväxtart som beskrevs av Adolf Engler. Elatostema welwitschii ingår i släktet Elatostema och familjen nässelväxter. Inga underarter finns listade i Catalogue of Life.